# Rodolfo de Paoli
Rodolfo Jorge de Paoli (Buenos Aires, Argentina, 26 de octubre de 1978) es un exfutbolista, periodista deportivo, relator y entrenador argentino. Jugaba como mediocampista. Actualmente está sin club.
Se desempeñó como relator en TyC Sports. También es el relator para Latinoamérica del eFootball.

## Trayectoria

### Como futbolista
Debutó como futbolista en Nueva Chicago, club en el que estuvo en el plantel profesional durante dos temporadas entre 1997 y 1999. En ese último año tuvo un fugaz paso en Banfield.
Luego de una experiencia internacional frustrada en el Toluca en el año 2001 de México y en el Espoli de Ecuador en la temporada 2002 aunque tuvo solamente en entrenamientos teniendo en ambos un precontrato con ambos clubes de los cuales no jugó porque nunca completó su incorporación a sus respectivos equipos-, regresó a la Argentina, donde formó parte brevemente del plantel de El Porvenir antes de retirarse a los 22 años.

### Como entrenador
Comenzó dirigiendo a Deportivo Riestra en la temporada 2007-08 donde lo clasificó a la etapa del reducido,luego estuvo en Argentino de Merlo en 2008 y Dock Sud en 2009. Posteriormente estuvo a cargo de Argentino de Merlo y Dock Sud antes de dejar este último en 2009 para dedicarse a convertirse en narrador de tiempo completo.
En abril de 2015, De Paoli fue invitado por el técnico José Oscar Flores a formar parte de su cuerpo técnico en Defensa y Justicia.
El 21 de noviembre de 2017 acordó volver a ejercer sus funciones como entrenador tras ser nombrado en el Real Pilar,pero anunció su salida del club el 2 de junio siguiente.
El 23 de septiembre de 2019, tras más de un año sin entrenar, De Paoli fue nombrado entrenador de su primer equipo, Nueva Chicago.Renunció el 3 de marzo siguiente, quedando el club en la última posición.
El 26 de enero de 2021, fue nombrado entrenador de Barracas Central.En diciembre del mismo año, consiguió el ascenso a la Primera División tras ganarle a Quilmes la final del Reducido por penales.No obstante, presentó su renuncia en febrero de 2022 luego de un mal comienzo.Sin embargo, regresó al club el 15 de agosto haciendo dupla técnica con Alejandro Milano.El 11 de abril de 2023, dejaron su cargo de mutuo acuerdo con el club.
El 13 de junio de 2023, fue anunciado como entrenador de Patronato.Diez días después, logró que el club finalizara en el tercer lugar del Grupo H de la Copa Libertadores y avanzó a la Copa Sudamericana.Sin embargo, quedó eliminado en la repesca ante Botafogo luego de caer 1-3 en el global.Tras no clasificar al reducido de la Primera Nacional, dejó su cargo el 3 de octubre.
En noviembre de 2023, fue confirmado como técnico de Independiente Rivadavia.El 25 de febrero de 2024, dejó su cargo de mutuo acuerdo luego de una serie de malos resultados.
El 7 de agosto de 2024, asumió al frente de Colón con el objetivo de devolverlo a la Liga Profesional.Sin embargo, un mes más tarde, fue relevado de sus funciones después de perder cuatro de sus seis encuentros dirigidos.

## Estadísticas

### Como futbolista
| Club          | País      | Año       |
| ------------- | --------- | --------- |
| Nueva Chicago | Argentina | 1997-1999 |
| Banfield      | Argentina | 1999-2000 |
| El Porvenir   | Argentina | 2000      |

Su ficha no aparecen en los siguientes sitios: https://www.bdfa.com.ar, ni tampoco en https://www.ceroacero.es, https://once-onze.narod.ru, https://www.worldfootball.net, https://www.livefootball.com y https://www.footballeurodatabase.eu/es entre otros más sitios sobre base de datos de futbolistas en actividad, retirados o fallecidos.

### Como entrenador
| Club                    | País                | Año                 | P   | G  | E  | D  | GF  | GC  | DG  | %      |
| ----------------------- | ------------------- | ------------------- | --- | -- | -- | -- | --- | --- | --- | ------ |
| Deportivo Riestra       | Argentina           | 2007-2008           | 21  | 9  | 10 | 2  | 31  | 19  | +12 | 58.73% |
| Argentino de Merlo      | Argentina           | 2008-2009           | 21  | 7  | 7  | 7  | 28  | 26  | +2  | 44.44% |
| Dock Sud                | Argentina           | 2009                | 2   | 0  | 1  | 1  | 0   | 1   | -1  | 16.67% |
| Liniers                 | Argentina           | 2011-2012           | 14  | 5  | 1  | 8  | 14  | 22  | -8  | 38.1%  |
| Real Pilar              | Argentina           | 2017-2018           | 16  | 4  | 5  | 7  | 18  | 21  | -3  | 35.42% |
| Nueva Chicago           | Argentina           | 2019-2020           | 13  | 2  | 6  | 5  | 9   | 15  | -6  | 30.77% |
| Barracas Central        | Argentina           | 2021-2022           | 44  | 18 | 15 | 11 | 50  | 47  | +3  | 52.27% |
| Barracas Central        | Argentina           | 2022-2023           | 25  | 8  | 8  | 9  | 27  | 34  | -7  | 42.67% |
| Patronato               | Argentina           | 2023                | 19  | 7  | 2  | 10 | 21  | 28  | -7  | 40.35% |
| Independiente Rivadavia | Argentina           | 2024                | 7   | 2  | 0  | 5  | 7   | 12  | -5  | 28.57% |
| Colón                   | Argentina           | 2024                | 6   | 2  | 0  | 4  | 2   | 5   | -3  | 33.33% |
| Total de su carrera     | Total de su carrera | Total de su carrera | 188 | 64 | 55 | 69 | 207 | 230 | -23 | 43.79% |

## Palmarés

### Como entrenador
| Logro                      | Club             | País      | Año  |
| -------------------------- | ---------------- | --------- | ---- |
| Ascenso a Primera División | Barracas Central | Argentina | 2021 |

#### Distinciones individuales
| Distinción                                               | Año  |
| -------------------------------------------------------- | ---- |
| Premio Alumni a Entrenador destacado de Primera Nacional | 2022 |

## Relator e incursión televisiva
Paralelo a su carrera como entrenador, tuvo su faceta más conocida es la de relator de fútbol ya que años atrás fue seleccionado entre 400 postulantes para reemplazar a Alejandro Fantino en Radio Mitre. Por eso relató la semifinal del superclásico de la Copa Libertadores 2004, dónde relata eufórico el gol de Carlos Tévez, allí comenzaría a vincularselo con Boca a pesar de su simpatía por el ''Torito''. Además de relatar la campaña justamente de Nueva Chicago, estuvo en el magazín matutino de Canal 9 que se llamaba “De 9 a 12” en dónde era uno de los movileros oficiales y también condujo “Vamos Boca” por la extinta señal Boca TV. 
Se dio a conocer en el año 2009, tras la finalización del contrato de Torneos y Competencias para transmitir el Fútbol Argentino, para el Torneo Apertura de ese año, se lanzaría Fútbol para Todos, un programa gubernamental para transmitir el fútbol por varios canales de aire solventado por el Estado Nacional. Fue seleccionado, junto con otros periodistas no tan conocidos o sin tanta experiencia en el medio para formar parte del equipo, tocándole relatar el segundo partido más importante de la fecha, detrás de Marcelo Araujo alternando comentaristas. En 2012 además de relatar para el mismo medio a la selección Argentina, Julio Ricardo se vuelve su comentarista predilecto. Tras la partida de Araujo y la de Ricardo posteriormente por solidaridad, en 2014 queda como el relator más importante con los comentarios de Alejandro Fabbri, y luego "competiría" de alguna manera con el recién llegado y reconocido Sebastian Vignolo, quien tiró varias indirectas en contra suya. Además, junto a Vignolo, cubrió por ese medio el Mundial Brasil 2014.
Desde 2011 hasta 2015, en los primeros años del canal DeporTV, conduciría algunos programas, entre ellos uno de debate no muy popular llamado "Fútbol Compacto" junto con Alejandro Apo, Alejo Rivera y otras personalidades de Fútbol Para Todos.
Tras el cambio de administración de la empresa ocurrido en 2016, se decidió que los partidos de los grandes sean por América TV, Telefe y El Trece, siendo el relator principal de Telefé con Ariel Senosiain y Ariel Rodríguez, más recurrente con el primero, dupla que se repetiría ese mismo año cuando debutó para TyC Sports para cubrir las Eliminatorias para Rusia 2018, la Copa América, los Juegos Olímpicos, la Copa Argentina, el Mundial de Rusia y la Copa América 2019, en cada competencia como relator principal. Actualmente sigue estando allí ocupándose de relatar la Selección y la mencionada Copa Argentina. Tras la finalización de contrato de Fútbol Para Todos, no fue llamado para relatar en ninguna de las dos nuevas señales del nuevo ente organizativo del fútbol argentino en 2017: la Superliga Argentina de Fútbol.
En radiodifusión, desde 2015 hasta 2016 trabajó en radio Belgrano, para luego saltar a radio La Red, en donde junto con Walter Nelson y Paulo Vilouta son los relatores más importantes, además de ocasionalmente estar en algunos programas.
Desde agosto de 2020 es integrante del programa "De Una", que se emite de lunes a viernes en La Red. Es conocido por sus frases durante los partidos: "Somos todos Montiel!" ,"¡Pero que viva el fútbol!", "Me vuelvo loco", "Aguante corazón aguante", "Amigos del fútbol, amigos de la patria futbolera", "5, 4, 3, 2, 1, ¡ya vivimos, sentimos, disfrutamos!...".  Destacó siendo un relator pasional, siendo una de sus transmisiones más conocidas cuando Argentina vence a Ecuador 3 a 1 en las eliminatorias sudamericanas 2018 y desata su euforia apoyando a la selección pidiendo que dejen las críticas a Messi y al plantel. También se lo recuerda por sus relatos en el mundial 2014 cuando Brasil cae 7 a 1 ante Alemania.